# Zigány Zoltán
Zigány Zoltán (Székesfehérvár, 1864. február 11. – Budapest, Erzsébetváros, 1921. február 8.) író, lapszerkesztő, pedagógus, a századforduló után a radikális tanítómozgalom egyik vezető alakja.

## Élete
Zigány Ferenc vármegyei tisztviselő, közbirtokos és Hegedűs Franciska fia. Egyik őse püspök volt. Az elemi iskola négy osztályát, illetve a reáliskola hat osztályát szülővárosában végezte, majd Budapestre került, ahol a Budai Állami Tanítóképzőben tanítói oklevelet szerzett. Ezt követően beiratkozott a Paedagogiumba, ahol matematika, fizika és természetrajz tárgyak tanítására nyert képesítést. Rendkívüli hallgatóként két évig jogot is tanult. Tanulmányai végeztével kereskedelmi iskolai tanár lett, majd az Egressy úti polgári leányiskolai igazgatója. A Pallas nagy lexikona közgazdasági és tanügyi rovatainak rendes munkatársa volt. Egyik alapítója volt a Társadalomtudományi Társaságnak és szerkesztőbizottsági tagja a Huszadik Század és az 1906-tól megjelenő Új Korszak című haladó szellemű folyóiratoknak. 1901-ben tagja lett a Hungária, majd pár évvel később a liberálisabb Demokrácia szabadkőműves páholynak. 1908-ban csatlakozott az újonnan alakult Martinovics Páholyhoz, amelynek főmestere lett. Részt vett a Polgári Radikális Párt pedagógiai programjának kidolgozásában. 1917-ben megalakította az Oktatók Szövetségét, amelynek ő töltette be elnöki, míg Somogyi Béla a társelnöki tisztségét. Az őszirózsás forradalom és a Tanácsköztársaság idején a Néptanítók Lapját szerkesztette. 1919-ben írt utópisztikus pedagógiai regényében a szocialista neveléseszmény törekvéseit vázolta fel. A Tanácsköztársaság bukása után elvesztette állását, a vizsgálat alatt tüdőgyulladásban meghalt. A mezőgazdasági többtermelés okfejtő történetének tervezetét a Közgazdasági Társaság pályadíjjal tüntette ki.
A Rákoskeresztúri temetőben helyezték végső nyugalomra.

## Családja
Felesége Löschinger Róza Hedvig (1870–?) festőművész és rajztanárnő volt, Löschinger Zsigmond festőművész, rajztanár és Löschinger Hugó festő nővére.
Gyermekei
- Zigány Ferenc Mór Zoltán (1895–1975) tanszékvezető egyetemi tanár. Felesége Panicz Gizella Eszter (1904–?)
- Zigány Margit Mária Hedvig (1896–1948). Férje Réczey Miklós építészmérnök (1921–1931 között).
- Zigány Csaba Béla Zoltán (1897–1897)
- Zigány Klára Jolán Hedvig (1898–?) tanítónő. Férje Bernhart Sándor Antal (1889–?) ügyvéd.
- Zigány Piroska Erzsébet Hedvig (1900–1961). Férje Bagi István László (1905–?) pénzügyi fogalmazó.

## Főbb művei
- A pinceszövetkezetekről (Boros Károllyal, Budapest, 1899)
- Gyakorlati útmutatás a szederfa és selyemhernyó tenyésztésére (Budapest, 1900)
- A választójog reformja és a magyarság jövője (Jászi Oszkárral és Rácz Gyulával, Budapest, 1908)
- Népoktatásunk reformja (Budapest, 1913)